# Алдамир
Алдамир (на английски: Aldamir) е измислен персонаж във фантастичната Средна земя на британския писател Джон Роналд Руел Толкин. Той е двадесет и третият крал на Гондор (Кастамир Узурпатора е смятан за 22-ри по ред).
Алдамир е вторият син на крал Елдакар от Гондор и го наследява през 1490 г. от Третата епоха на Средната земя, защото неговият по-голям брат Орнендил е екзекутиран от Кастамир. През неговото управление, продължило 50 години, Гондор постоянно воюва срещу пиратите от Умбар (между които са и синовете на Кастамир) и Харадрим.
Убит е през 1540 г. и е наследен от сина си Виниарион.